# 클레어 피셔
클레어 피셔(Clare Fischer, 본명: 더글러스 클레어 피셔, Douglas Clare Fischer, 1928년 10월 22일 - 2012년 1월 26일)는 미국의 키보드 연주자, 작곡가, 편곡가 및 밴드리더였다. 미시간 주립 대학교를 졸업하고(50년 후 명예박사 학위를 받음) 1950년대 후반에 보컬 그룹 하이로스의 피아니스트이자 편곡가가 되었다. 피셔는 계속해서 도널드 버드 및 디지 길레스피와 함께 작업했으며 1960년대 라틴 및 보사노바 녹음으로 유명해졌다. 그는 라틴 재즈 스탠다드 "Morning"과 재즈 스탠다드 "Pensativa"를 작곡했다. 재즈 피아니스트이자 작곡가인 허비 행콕의 주요 영향("클레어 피셔가 없었다면 나는 나일 수 없었을 것이다")으로 지속적으로 인용되었으며, 그는 평생 동안 11개의 그래미 어워드 후보에 올랐으며 그의 랜드마크 앨범인 2+2(1981)로 우승했다. 하이로스 시절 개발된 보컬 앙상블 작문을 이미 상당한 규모의 라틴 재즈 음반에 통합한 피셔의 첫 번째 음반이다. 이는 또한 피셔가 자신의 아들 브렌트와 30년 동안 공동 작업한 첫 번째 녹음 작품이기도 하다.

### 공식 사이트
- Clare Fischer's Website

### 오디오
- Clare Fischer on Marian McPartland's Piano Jazz
- Clare Fischer's Fender Rhodes solo on "Gaviota" (Soundclip, plus transcription & analysis by Steve Khan) at SteveKahn.com
- Clare Fischer's Fender Rhodes solo on "Once Again" (Soundclip, plus transcription & analysis by Steve Khan) at SteveKahn.com
- Clare Fischer's solo Rhodes intro on "Where Is Love" (Soundclip, plus transcription & analysis by Steve Khan) at SteveKahn.com
- Island at the Top of the World (Disneyland Records, ST-3814) at MouseVinyl.com
- Escape to Witch Island (Disneyland Records, ST-3809) at MouseVinyl.com

### 비디오
- Clare Fischer's informal clinic (conducted in October 1998) on YouTube
- 2005 Red Bull Academy interview with Brent & Clare Fischer on Vimeo
- Herbie Hancock discussing Clare Fischer in April 2012 - 유튜브
- Fischeresque: Applying Clare Fischer's Musical Style to a Solo Piano Performance of a Jazz Standard (Lecture recital by Nick Weiser at the Eastman School of Music) on YouTube

### 기타
- Clare Fischer holdings 보관됨 2015-09-23 - 웨이백 머신 at the Jazzinstitut Darmstadt 보관됨 2015-11-26 - 웨이백 머신
- (영어) 클레어 피셔 - 인터넷 영화 데이터베이스
- List of compositions at BMI
- 클레어 피셔 - 파인드 어 그레이브